# Yellow Springs
Yellow Springs är en by (village) i Greene County i den amerikanska delstaten Ohio med en folkmängd som uppgår till 3 487 invånare (2010). Yellow Springs är säte för både Antioch University McGregor och Antioch College. Orten är en del av Daytons storstadsområde.
Byn grundades 1804 och var lång tid på 1800-talet ett populärt resmål tack vare att det blev en brunnsort.
Yellow Springs exportvaror är bland annat gummi och glas.

## Kända personer från Yellow Springs
- Richie Furay, musiker
- Virginia Hamilton, barnboksförfattare
- Dave Chappelle, komiker